# L'aventurer de mitjanit
L'aventurer de mitjanit (títol original: Honkytonk Man) és una pel·lícula americana dirigida per Clint Eastwood, estrenada l'any 1982. Ha estat doblada al català.

## Argument
Durant la Gran Depressió, Red Stovall, guitarrista de talent de country, decideix d'emprendre un viatge en cotxe a través dels Estats Units amb el seu nebot Whit, així com el seu avi per passar una audició al Grand Ole Opry. Desgraciadament, l'oncle Red és afectat de tuberculosi i el seu desig de gravar un disc sembla seriosament compromès.

## Repartiment
- Clint Eastwood: Red Stovall
- Kyle Eastwood: Whit
- John McIntire: l'avi
- Alexa Kenin: Marlene
- Verna Bloom: Emmy
- Barry Corbin: Arnspringer
- Matt Clark: Virgil
- Jerry Hardin: Snuffy
- Tim Thomerson: l'agent de policia
- Macon McCalman: Dr. Hines
- Joe Regalbuto: Henry Axle
- Gary Grubbs: Jim Bob
- Rebecca Clemons: Bonica
- Johnny Gimble: Bob Wills
- Linda Hopkins: la cantant de blues
- John Russell: Jack Wade

## Nominacions
- Nominació al premi de la cançó més dolenta (Gail Redd i Mitchell Torok, per No Sweeter Cheater Than You), en els Razzie Awards 1983.

## Cita
- Red Stovall passa una audició en una sala d'espectacles i proposa cantar una cançó trista. L'administrador del lloc aprova aquesta tria amb aquestes paraules: « Un noi que mor, això plau al públic, això ».